# Arrondissement di Largentière
L'arrondissement di Largentière è un arrondissement dipartimentale della Francia situato nel dipartimento dell'Ardèche, nella regione dell'Alvernia-Rodano-Alpi.

## Storia
Fu creato nel 1800, sulla base dei preesistenti distretti.
In seguito alla modificazione amministrativa del 22 febbraio 2007, vi sono stati trasferiti i cantoni di Antraigues-sur-Volane, Aubenas, Vals-les-Bains e Villeneuve-de-Berg dall'arrondissement di Privas.

## Composizione
L'arrondissement è composto da 148 comuni raggruppati in 14 cantoni:
- cantone di Antraigues-sur-Volane
- cantone di Aubenas
- cantone di Burzet
- cantone di Coucouron
- cantone di Joyeuse
- cantone di Largentière
- cantone di Les Vans
- cantone di Montpezat-sous-Bauzon
- cantone di Saint-Étienne-de-Lugdarès
- cantone di Thueyts
- cantone di Valgorge
- cantone di Vallon-Pont-d'Arc
- cantone di Vals-les-Bains
- cantone di Villeneuve-de-Berg